# 鈴木輝雄
鈴木 輝雄（すずき てるお）は、日本の政治家。元・岩手県岩手郡葛巻町長。

## 人物
葛巻町に生まれる。1987年（昭和62年）8月28日に第9代葛巻町長に就任し、1995年（平成7年）8月28日までの二期8年間町長を務めた。1987年（昭和62年）に発行された「葛巻町議会誌」は鈴木輝雄の町長就任までの町及び議会の歴史、議場で交わされた議論の記録からなる。
江梨鈴木氏後裔の鈴木家出身でその初代繁氏から13代目にあたり、この縁で1988年（昭和63年）には沼津市の招待を受け約400年ぶりに故地江梨を訪ねている。